# San Rafael Arriba
San Rafael Arriba – dystrykt w kantonie Desamparados, w prowincji San José, w Kostaryce.

## Geografia
San Rafael Arriba ma powierzchnię 3.21 kilometrów kwadratowych i leży na wysokości 1,200 m n.p.m..

## Demografia
Według spisu ludności z 2011 roku dystrykt San Rafael Arriba liczył 15,262 mieszkańców.

## Transport

### Transport drogowy
Przez San Rafael Arriba biegną następujące drogi krajowe:
- Droga krajowa nr 209
- Droga krajowa nr 214